# Palhinha (1950–2023)
Palhinha, właśc. Vanderlei Eustáquio de Oliveira (ur. 11 czerwca 1950 w Belo Horizonte, zm. 17 lipca 2023 tamże) – brazylijski piłkarz i trener, występujący podczas kariery na pozycji napastnika.

## Kariera klubowa
Palhinha karierę piłkarską rozpoczął w klubie Cruzeiro EC, gdzie grał w latach 1969–1976. Z Cruzeiro zdobył Copa Libertadores 1976 oraz pięciokrotnie mistrzostwo stanu Minas Gerais – Campeonato Mineiro w 1969, 1972, 1973, 1974, 1975 roku. Indywidualnie Palhinha zdobył tytuł króla strzelców mistrzostw stanu Minas Gerais w 1975 i Copa Libertadores 1976. W 1977 roku przeszedł do Corinthians Paulista, w którym grał przez trzy lata. Z Corinthians dwukrotnie zdobył mistrzostwo stanu São Paulo – Campeonato Paulista w 1977 i 1979 roku.
W 1980 roku powrócił do Belo Horizonte, lecz tym razem został zawodnikiem Atlético Mineiro. Atlético Mineiro dwukrotnie mistrzostwo stanu Minas Gerais – Campeonato Mineiro w 1980 i 1981 roku. W 1982 roku występował w Santosir i CR Vasco da Gama. Z Vasco da Gama zdobył mistrzostwo stanu Rio de Janeiro – Campeonato Carioca w 1982. W latach 1983–1984 ponownie grał w Cruzeiro EC, z którym zdobył kolejne mistrzostwo stanu Minas Gerais w 1984 roku. Karierę zakończył w Américe Belo Horizonte w 1985 roku.

## Kariera reprezentacyjna
Palhinha ma za sobą powołania do reprezentacji Brazylii, w której zadebiutował 27 lipca 1973 w wygranym 5-0 towarzyskim meczu z reprezentacją Boliwii zastępując w Leivinhie. W 1975 roku wystąpił w Copa América 1975. Na turnieju wystąpił we wszystkich sześciu meczach Brazylii z: Wenezuelą (2 bramki), Argentyną, Wenezuelą (bramka), Argentyną oraz dwa razy z Peru.
W 1976 roku zdobył Copa Rio Branco 1976, Copa Julio Roca 1976, Copa Oswaldo Cruz 1976 i Copa del Atlantico 1976. W 1979 roku powrócił do reprezentacji i wystąpił na Copa América 1979. Na tym turnieju wystąpił w trzech meczach z Boliwią i dwukrotnie z Paragwajem. Mecz z Paragwajem rozegrany 31 października 1979 był jego ostatnim w reprezentacji. Ogółem w reprezentacji rozegrał 16 meczów i strzelił 4 bramki.

## Kariera trenerska
Jeszcze przed zakończeniem kariery piłkarskiej Palhinha został trenerem. Prace trenerską rozpoczął w Américe FC (MG) w 1985 roku. W latach 1987–1995 prowadził kilka klubów m.in. Atlético Mineiro, Corinthians Paulista, União São João EC, Cruzeiro EC i Villa Nova AC. Największy sukces osiągnął w Cruzeiro, z którym zdobył mistrzostwo Minas Gerais – Campeonato Mineiro w 1994 roku.